# Trézelles
Trézelles település Franciaországban, Allier megyében. Lakosainak száma 393 fő (2022. január 1.). Trézelles Chavroches, Cindré, Servilly és Varennes-sur-Tèche községekkel határos.

## Népesség
A település népessége az elmúlt években az alábbi módon változott:
| Lakosok száma | 562  | 453  | 414  | 379  | 390  | 396  | 404  | 415  | 407  | 393  |
|               | 1968 | 1982 | 1990 | 2006 | 2013 | 2015 | 2017 | 2019 | 2020 | 2022 |